# تجارة تودن

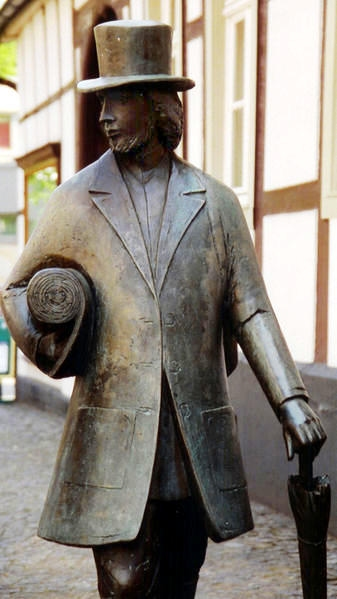
تمثال لتاجر تودن من أعمال أنه داوبنشبك-فوكه (1988) في مدينة متنغن في وستفاليا الألمانية

التودن هو شكل راجل من نظام التبادل التجاري في القرنين السابع عشر والثامن عشر الذي امتد ليشمل شمال أوروبا الوسطى من هولندا إلى البلطيق.
كان التودن أو التوؤتن أو التيؤتن تجارا راجلين موسميين من وستفاليا والأقاليم المجاورة ذات الطابع الزراعي وكانوا يحملون معهم صيفا أقمشة كتان المحاكة أثناء فصل الشتاء، إلى هولندا ومنها إلى كافة مناطق الشمال الأوروبي من إنجلترا إلى ريغا.
يعود اسم التودن، حسب أحد التفسيرات إلى اللهجة الفلامية الهولندية ويعني التبادل والتجارة وتقابلها كلمة تاوشن الألمانية. بينما يفسر آخرون الكلمة على انها من اللهجة الألمانية السفلى بمعنى «سحب» أو «جر» الحاجيات. أما الاختلاف في نطق كلمة التودن فيعود إلى اختلاف اللهجات المحلية في وستفاليا.